# Stanisław Skoczylas
Stanisław Skoczylas (ur. 1 marca 1875 w Wieliczce, zm. 8 stycznia 1968 w Welwyn Garden City) – polski inżynier górnik i hutnik, profesor zwyczajny, rektor AGH w Krakowie, profesor polskich uczelni w Londynie, senator w II Rzeczypospolitej.

## Życiorys
Studiował górnictwo i hutnictwo w Akademii Górniczej w Leoben w Austrii. Po studiach pracował w kopalniach soli i węgla jako inżynier maszyn i warsztatów (Wieliczka, 1907), inspektor budowy maszyn salinarnych (Lwów, 1909), kierownik budowy elektrycznej centrali i warzelni próżniowej (Wieliczka 1911), referent w Ministerstwie Skarbu (Wiedeń, 1911), kierownik Departamentu ds. salin Dyrekcji Skarbu (Lwów, 1915).
W 1918 roku został dyrektorem Salin w Krakowie, a od 1919 roku – dyrektorem Państwowych Zakładów Salinarnych w Małopolsce. Od października 1923 roku do wybuchu II wojny światowej pracował na AGH. W 1924 roku otrzymał tytuł profesora zwyczajnego i objął kierownictwo Katedry Maszyn Górniczych. W latach 1924–1926 był dziekanem Wydziału Górniczego, prorektorem w kadencjach 1927/1928 oraz 1930/1931) i przez 2 kadencje rektorem Akademii (1928–1930).
W latach 1933–1935 był wiceprezydentem miasta Krakowa.
Był członkiem BBWR i później OZN. W 1930 roku został senatorem III kadencji (1930–1935) z listy państwowej BBWR. Ponownie został wybrany senatorem V kadencji (1938–1939) z województwa krakowskiego, pracował w komisjach: budżetowej, oświatowej i prawniczej.
Po wybuchu II wojny światowej znalazł się w Anglii, gdzie organizował możliwość studiowania dla przebywających tam Polaków i uczył polskich studentów w Polish University College w Londynie. Członek założyciel Polskiego Towarzystwa Naukowego na Obczyźnie. Przeszedł na emeryturę w 1966 roku w wieku 91 lat.
Został pochowany na cmentarzu Rakowickim w Krakowie.

## Ordery i odznaczenia
- Order Odrodzenia Polski
- Brązowy Medal za Długoletnią Służbę (maj 1938)
- Srebrny Medal za Długoletnią Służbę (listopad 1938)[3].

## Życie prywatne
Był synem Franciszka, pracownika kopalni soli, i Józefiny z Widomskich. Ożenił się w 1901 roku z Anną Zechenter, z którą miał trzy córki: Kamilę, Annę i Jadwigę. Kamila Skoczylas-Ciszewska była również profesorem i dziekanem Wydziału Geologii AGH.